# Riitajärvi
Riitajärvi är en sjö i Pajala kommun i Norrbotten och ingår i Torneälvens huvudavrinningsområde. Sjön har en area på 0,0586 kvadratkilometer och ligger 163 meter över havet.

## Delavrinningsområde
Riitajärvi ingår i det delavrinningsområde (749109-182592) som SMHI kallar för Ovan Patojoki. Medelhöjden är 172 meter över havet och ytan är 59,8 kvadratkilometer. Räknas de 10 avrinningsområdena uppströms in blir den ackumulerade arean 332,61 kvadratkilometer. Kaunisjoki som avvattnar avrinningsområdet har biflödesordning 3, vilket innebär att vattnet flödar genom totalt 3 vattendrag innan det når havet efter 237 kilometer. Avrinningsområdet består mestadels av skog (37 procent) och sankmarker (61 procent). Avrinningsområdet har 0,47 kvadratkilometer vattenytor vilket ger det en sjöprocent på 0,8 procent.